# Funktor (teoria kategorii)
W teorii kategorii funktor to odwzorowanie jednej kategorii do drugiej zachowujące złożenia i morfizmy tożsamościowe. Można o nim myśleć jako o homomorfizmie wyższego rzędu. Ważne jest rozróżnienie dwóch typów funktorów: kowariantnych i kontrawariantnych.
Pojęcie kategorii, funktora i naturalnych transformacji funktorów wprowadzili do matematyki Samuel Eilenberg i Saunders Mac Lane w 1945.

## Definicje
Funktor (czyli funktor kowariantny) {\displaystyle F} z kategorii {\displaystyle {\mathfrak {K}}_{1}} do {\displaystyle {\mathfrak {K}}_{2}} to dwa przyporządkowania:
- jedno z nich, przyporządkowanie obiektowe z {\displaystyle \mathrm {Ob} {\mathfrak {K}}_{1}} do {\displaystyle \mathrm {Ob} {\mathfrak {K}}_{2},} które każdemu obiektowi {\displaystyle X} kategorii {\displaystyle {\mathfrak {K}}_{1}} przyporządkowuje obiekt {\displaystyle F(X)} kategorii {\displaystyle {\mathfrak {K}}_{2},}
- drugie zaś, przyporządkowanie morfizmowe z {\displaystyle \mathrm {Morf} {\mathfrak {K}}_{1}} do {\displaystyle \mathrm {Morf} {\mathfrak {K}}_{2},} które każdemu morfizmowi {\displaystyle f\colon X\to Y} kategorii {\displaystyle {\mathfrak {K}}_{1}} przyporządkowuje morfizm {\displaystyle F(f)\colon F(X)\to F(Y)} kategorii {\displaystyle {\mathfrak {K}}_{2}.}

Przyporządkowania te mają spełniać następujące dwa warunki:
- dla każdego obiektu {\displaystyle X} kategorii {\displaystyle {\mathfrak {K}}_{1}} zachodzi {\displaystyle F(\operatorname {id} _{X})=\operatorname {id} _{F(X)},}
- dla każdych dwóch morfizmów {\displaystyle f\colon X\to Y,} {\displaystyle g\colon Y\to Z} kategorii {\displaystyle {\mathfrak {K}}_{1}} zachodzi {\displaystyle F(g\circ f)=F(g)\circ F(f).}

Niech {\displaystyle {\mathfrak {K}}^{\mathrm {op} }} oznacza kategorię dualną do {\displaystyle {\mathfrak {K}}.} Przez funktor kontrawariantny z {\displaystyle {\mathfrak {K}}_{1}} do {\displaystyle {\mathfrak {K}}_{2}} rozumiemy funktor kowariantny z {\displaystyle {\mathfrak {K}}_{1}^{\mathrm {op} }} do {\displaystyle {\mathfrak {K}}_{2}.} Funktor taki zamienia kierunki strzałek na przeciwne i odwraca kolejność składania.
Można też rozważać funktory wielu zmiennych, zwane multifunktorami, określone na odpowiednio zdefiniowanym produkcie kategorii {\displaystyle {\mathfrak {K}}_{1}\times \ldots \times {\mathfrak {K}}_{n}.} W przypadku n=2 używa się nazwy bifunktor. Funktory o tej samej dziedzinie i przeciwdziedzinie nazywa się funktorami równoległymi.
Jeśli {\displaystyle \Phi \colon {\mathfrak {A}}\to {\mathfrak {B}}} i {\displaystyle \Psi \colon {\mathfrak {B}}\to {\mathfrak {C}}} są dwoma funktorami, to ich złożenie {\displaystyle \Psi \circ \Phi \colon {\mathfrak {A}}\to {\mathfrak {C}}} powstaje przez złożenie poszczególnych przyporządkowań obiektowych {\displaystyle \Psi \circ \Phi (A)=\Psi \left(\Phi (A)\right)} dla {\displaystyle A\in \mathrm {Ob} {\mathfrak {A}}} i przyporządkowań morfizmowych {\displaystyle \Psi \circ \Phi (\alpha )=\Psi \left(\Phi (\alpha )\right)} dla {\displaystyle \alpha \colon A_{1}\to A_{2}} w {\displaystyle \mathrm {Morf} {\mathfrak {A}}.}
Funktor {\displaystyle \Phi \colon {\mathfrak {A}}\to {\mathfrak {B}}} nazywa się izomorfizmem kategorii {\displaystyle {\mathfrak {A}}} i {\displaystyle {\mathfrak {B}},} gdy istnieje funktor {\displaystyle \Psi \colon {\mathfrak {B}}\to {\mathfrak {A}}} taki, że oba złożenia {\displaystyle \Psi \circ \Phi \colon {\mathfrak {A}}\to {\mathfrak {A}}} i {\displaystyle \Phi \circ \Psi \colon {\mathfrak {B}}\to {\mathfrak {B}}} są odpowiednimi funktorami tożsamościowymi, tzn. takimi, że odpowiadające im przyporządkowania są tożsamościami. Łatwo sprawdzić, że funktor {\displaystyle \Phi \colon {\mathfrak {A}}\to {\mathfrak {B}}} jest izomorfizmem kategorii wtedy i tylko wtedy, gdy odpowiadające mu przyporządkowania {\displaystyle A\mapsto \Phi (A),} {\displaystyle \alpha \mapsto \Phi (\alpha )} są bijekcjami.

## Przykłady funktorów
- Niech {\displaystyle G_{X}} oznacza grupę wolną generowaną przez zbiór {\displaystyle X} jej wolnych generatorów, {\displaystyle X\subset G.} Wówczas każda funkcja {\displaystyle f\colon X\to Y} ma jednoznaczne przedłużenie do homomorfizmu {\displaystyle F(f)\colon G_{X}\to G_{Y}.} W ten sposób otrzymuje się funktor kowariantny z kategorii Set (zbiorów i funkcji ze zbioru w zbiór) do kategorii Grp (grup i homomorfizmów)[c].
- Funktory zapominania (ang. forgetful functors) to szeroka klasa funktorów polegających na pomijaniu jakiejś struktury lub jej części („zapominaniu” o niej). Na przykład przyporządkowując każdej grupie {\displaystyle G} jej nośnik (tzn. zbiór jej elementów, bez żadnego działania) i każdemu homomorfizmowi {\displaystyle f\colon G\to H} tę samą funkcję z {\displaystyle G} do {\displaystyle H,} otrzymujemy funktor z kategorii grup Grp w kategorię zbiorów Set. Podobnie określone są funktory zapominania z Vect{\displaystyle \mathbb {R} } do Ab, bo każda przestrzeń liniowa jest też grupą abelową z działaniem +, a każdy operator liniowy jest zarazem homomorfizmem grup („zapomina się” o mnożeniu przez skalary). Można też rozważać np. funktor zapominania z Metr do kategorii Top przestrzeni topologicznych i przekształceń ciągłych („zapomina się” o metryce, zachowując wyznaczoną przez nią topologię).
- Funktor {\displaystyle -\!\!\!\times \!\!B} z Set do Set mnożenia kartezjańskiego przez ustalony zbiór {\displaystyle B} przyporządkowuje każdemu zbiorowi {\displaystyle X} zbiór {\displaystyle \Phi (X)=X\times B,} a każdej funkcji {\displaystyle \alpha \colon X\to Y} przyporządkowuje funkcję {\displaystyle \Phi (\alpha )\colon X\times B\to Y\times B} zdefiniowaną jako {\displaystyle \Phi (\alpha )(x,b)=(\alpha (x),b)} dla {\displaystyle x\in X,} {\displaystyle b\in B.} Analogicznie dla ustalonego obiektu {\displaystyle A} definiuje się funktor {\displaystyle A\!\!\times \!\!\!-} z Set do Set.
- Bifunktor {\displaystyle -\!\!\!\times \!\!\!-} z Set{\displaystyle \times }Set do Set mnożenia kartezjańskiego przyporządkowuje każdej parze zbiorów {\displaystyle X,Y} zbiór {\displaystyle \Phi (X,Y)=X\times Y,} a każdej parze funkcji {\displaystyle \alpha \colon X_{1}\to X_{2},} {\displaystyle \beta \colon Y_{1}\to Y_{2}} przyporządkowuje funkcję {\displaystyle \Phi (\alpha ,\beta )\colon X_{1}\times Y_{1}\to X_{2}\times Y_{2}} zdefiniowaną jako {\displaystyle \Phi (\alpha ,\beta )(x_{1},y_{1})=(\alpha (x_{1}),\beta (y_{1}))} dla {\displaystyle x_{1}\in X_{1},} {\displaystyle y_{1}\in Y_{1}.}
- Funktorami między dwoma zbiorami częściowo uporządkowanymi (posetami) traktowanymi jako kategorie są funkcje monotoniczne.

## Funktory główne
Niech {\displaystyle {\mathfrak {K}}} będzie kategorią. Jeśli {\displaystyle A,B} są jej obiektami, oznaczmy przez {\displaystyle \mathrm {Morf} (A,B)} lub {\displaystyle \mathrm {Morf} _{\mathfrak {K}}(A,B)} zbiór wszystkich morfizmów z {\displaystyle A} do {\displaystyle B.}
Wymaga to założenia, że {\displaystyle {\mathfrak {K}}} jest kategorią lokalnie małą (tzn. taką, że owe klasy są zbiorami).
Niech {\displaystyle A} będzie ustalonym obiektem. Jeżeli {\displaystyle \beta \colon B_{1}\to B_{2}} jest morfizmem w {\displaystyle {\mathfrak {K}},} to dla każdego {\displaystyle \alpha \colon A\to B_{1}} należącego do {\displaystyle \mathrm {Morf} (A,B_{1})} złożenie {\displaystyle \beta \alpha \colon A\to B_{2}} należy do {\displaystyle \mathrm {Morf} (A,B_{2}).}
Oznaczmy przez {\displaystyle \mathrm {Morf} (A,\beta )} opisane tu przyporządkowanie {\displaystyle \alpha \mapsto \beta \alpha .}
Powstaje w ten sposób funktor kowariantny z {\displaystyle {\mathfrak {K}}} do Set, oznaczany {\displaystyle \mathrm {Morf} (A,-);} jest to funktor główny kowariantny wyznaczony przez obiekt {\displaystyle A}. Bywa też zwany hom-functor (zwłaszcza w kontekście algebry) i oznaczany
{\displaystyle \mathrm {Hom} (A,-)} lub {\displaystyle {\mathfrak {K}}(A,-),} lub {\displaystyle (A,-)_{\mathfrak {K}},} lub {\displaystyle \mathrm {Morf} _{\mathfrak {K}}(A,-).}
Jeśli {\displaystyle B} jest ustalonym obiektem kategorii {\displaystyle {\mathfrak {K}},} to analogicznie definiuje się funktor główny kontrawariantny {\displaystyle \mathrm {Morf} (-,B),} przyporządkowujący każdemu morfizmowi {\displaystyle \alpha \colon A_{1}\to A_{2}} przekształcenie {\displaystyle \mathrm {Morf} (\alpha ,B)} przyporządkowujące morfizmom {\displaystyle \beta \colon A_{2}\to B} należącemu do {\displaystyle \mathrm {Morf} (A_{2},B)} złożenie {\displaystyle \beta \alpha \colon A_{1}\to B} należące do {\displaystyle \mathrm {Morf} (A_{1},B).}
Można też rozważać bifunktor główny {\displaystyle \mathrm {Morf} (-,\!-)} z {\displaystyle {\mathfrak {K}}^{\mathrm {op} }\times {\mathfrak {K}}} do Set, kontrawariantny w pierwszej zmiennej i kowariantny w drugiej.

## Funktory wierne i pełne
Załóżmy, że {\displaystyle \Phi \colon {\mathfrak {A}}\to {\mathfrak {B}}} jest funktorem. Obcinając przyporządkowanie {\displaystyle \Phi } do zbioru {\displaystyle \mathrm {Morf} _{\mathfrak {A}}(A_{1},A_{2}),} otrzymamy funkcję {\displaystyle \Phi _{A_{1},A_{2}}} z tego zbioru do {\displaystyle \mathrm {Morf} _{\mathfrak {B}}(\Phi (A_{1}),\Phi (A_{2})).} Mówimy, że funktor {\displaystyle \Phi } jest wierny, gdy dla każdej pary obiektów {\displaystyle (A_{1},A_{2})} kategorii {\displaystyle {\mathfrak {A}}} indukowana funkcja {\displaystyle \Phi _{A_{1},A_{2}}} jest iniekcją. Jest to pojęcie ważne z uwagi na to, że często funktor wierny {\displaystyle \Phi } nie jest iniektorem, tzn. warunek {\displaystyle \alpha _{1}\neq \alpha _{2}} nie pociąga tego, że {\displaystyle \Phi (\alpha _{1})\neq \Phi (\alpha _{2}).} Np. funktor zapominania z kategorii Top przestrzeni topologicznych i odwzorowań ciągłych do Set jest wierny, ale nie jest iniektorem, bowiem jeżeli X, Y są dwiema przestrzeniami topologicznymi o tym samym nośniku (np. odcinek [0,1] ze zwykłą topologią i ten sam zbiór punktów z topologia dyskretną), to {\displaystyle \operatorname {id} _{X}} i {\displaystyle \operatorname {id} _{Y}} są dwoma różnymi morfizmami w Top, a ich obrazy w Set są identyczne.
Mówimy, że funktor {\displaystyle \Phi } jest pełny, gdy dla każdej pary obiektów {\displaystyle (A_{1},A_{2})} kategorii {\displaystyle {\mathfrak {A}}} indukowana funkcja {\displaystyle \Phi _{A_{1},A_{2}}} jest suriekcją. Funktor zapominania Top→Set nie jest pełny, bowiem np. w obrazie zbioru {\displaystyle \mathrm {Morf} _{\mathbf {Top} }(\mathbb {R} ,\mathbb {R} )} są funkcje nieciągłe. Podkategoria {\displaystyle {\mathfrak {A}}} kategorii {\displaystyle {\mathfrak {B}}} jest pełna, gdy funktor inkluzji podkategorii {\displaystyle {\mathfrak {A}}\to {\mathfrak {B}}} jest pełny.

## Literatura dodatkowa
- Andrzej Białynicki-Birula: Zarys algebry. T. 63. Warszawa: Państwowe Wydawnictwo Naukowe, 1987, seria: Biblioteka Matematyczna. ISBN 83-01-06260-6.